# MI5
Security Service, známá jako MI5 (Military Intelligence, Section 5), je kontrarozvědka a bezpečnostní agentura Spojeného království. Společně se Secret Intelligence Service (MI6), Government Communications Headquarters (GCHQ) a Defence Intelligence (DI) je součástí výzvědných struktur Spojeného království. MI5, založená v roce 1909, je řízena Spojeným výborem výzvědných služeb (Joint Intelligence Committee – JIC) a je definována zákonem Security Service Act 1989. Úkolem služby je ochrana britské parlamentní demokracie a ekonomických zájmů a prevence terorismu a špionáže na území Spojeného království.
Mezi státními úředníky je služba hovorově nazývána jako Schránka 500 (Box 500), podle její adresy z doby 2. světové války (PO Box 500). Její současná adresa je nicméně jiná – PO Box 3255, London SW1P 1AE.